# John Waters (regista 1893)
John S. Waters (New York, 31 ottobre 1893 – Hollywood, 5 maggio 1965) è stato un regista statunitense.

## Biografia
Nel corso della sua carriera firmò la regia di 14 pellicole, la maggior parte delle quali, realizzate negli anni '20, erano film muti. I più noti e distribuiti all'estero furono Nevada il tiratore (1927), Lo sciabolatore del Sahara (1928), Il supplizio del fuoco (1928) e L'invincibile Mc Gurk (1947).
Tuttavia, ebbe maggior notorietà per la sua attività di aiuto regista, al fianco di registi come William Wyler in Ore disperate (1955) e Il grande paese (1958), Rudolph Maté in Acque profonde (1958), Sam Wood in L'imboscata (1950), Il canto del Nilo, Partita d'amore, e soprattutto Jack Conway, al fianco del quale lavorò in sei film. Per uno di questi, Viva Villa! (1934), Waters ricevette l'Oscar per la migliore aiuto regia nel 1935, dopo la candidatura dell'anno precedente.

## Filmografia

### Regista
- Una vendetta nel West (Born to the West) (1926)
- Forlorn River (1926)
- L'uomo della foresta (Man of the Forest) (1926)
- Drums of the Desert (1927)
- Il cavaliere misterioso (The Mysterious Rider) (1927)
- Il demone dell'Arizona (Arizona Bound) (1927)
- Riscossa indiana (Drums of the Desert) (1927)
- Nevada il tiratore (Nevada) (1927)
- Two Flaming Youths (1927)
- Lo sciabolatore del Sahara (Beau Sabreur) (1928)
- Gli ultimi pionieri (The Vanishing Pioneer) (1928)
- La parola che vola (The Overland Telegraph) (1929)
- Il supplizio del fuoco (Sioux Blood) (1929)
- Donkey Baseball (1935)
- L'invincibile Mc Gurk (The Mighty McGurk) (1947)

### Aiuto regista (parziale)
- The Shadow of a Doubt, regia di Wray Bartlett Physioc (1916)
- Ninotchka, regia di Ernst Lubitsch (1939)
- La febbre del petrolio (Boom Town), regia di Jack Conway (1940)
- Il grande paese (The Big Country), regia di William Wyler - regista 2a unità (1958)